# Bruno Ecuele Manga
Bruno Ecuele Manga (Libreville, 16 juli 1988) is een Gabonees voetballer die bij voorkeur als centrale verdediger speelt. Hij tekende in september 2014 een driejarig contract bij Cardiff City, dat ruim €7.500.000,- voor hem betaalde aan Lorient. Ecuele Manga debuteerde in 2007 in het Gabonees voetbalelftal.

## Clubcarrière
Ecuele Manga speelde bij Footbal Canon 105 Libreville, een club uit zijn geboortedorp in de Gabonese hoofdstad Libreville. Daar werd hij ontdekt door scouts van Girondins Bordeaux. Hij speelde tussen januari 2008 en juli 2008 een tijdje bij Rodez AF om te wennen aan het Franse voetbal. Nadat zijn contract afliep tekende hij bij Angers SCO. Op 5 juli 2010 werd hij voor €2,5 miljoen verkocht aan Lorient, dat in hem een ideale vervanger zag voor de naar Arsenal vertrokken Laurent Koscielny. Ecuele Manga tekende een vijfjarig contract bij Lorient, waar hij later aanvoerder werd. Op 31 augustus 2014 tekende hij driejarig contract bij Cardiff City FC.